# Halina Krawiec
Halina Małgorzata Krawiec – polska metalurg, profesor nauk inżynieryjno-technicznych.

## Życiorys
W 1996 ukończyła studia chemiczne na Uniwersytecie Jagiellońskim, w 2001 doktoryzowała się na podstawie pracy zatytułowanej Własności elektrochemiczne molibdenu i jego rola w odporności korozyjnej staliwa chromowo-niklowego w bezwodnych organicznych roztworach elektrolitów, której promotorem była dr hab. Barbara Stypuła, w 2010 otrzymała habilitację za pracę pt. Charakterystyka procesów korozji wielofazowych stopów metali w mikro i makroskali. W 2021 uzyskała tytuł profesora nauk inżynieryjno-technicznych.
Pracuje w Akademii Górniczo-Hutniczej im. Stanisława Staszica w Krakowie, oraz należy do Rady Dyscypliny Naukowej - Nauk Chemicznych AGH.